# سینما ابریشم
سینما ابریشم یک سینما در گرمسار، ایران است.
این سینما که در سال ۱۳۴۹ تأسیس شده در سال ۱۳۷۹ توسط مالک خریداری شده و بازگشایی شده‌است، ظرفیت سینما ابریشم ۴۰۰ نفر می‌باشد.